# 파울 블로벨

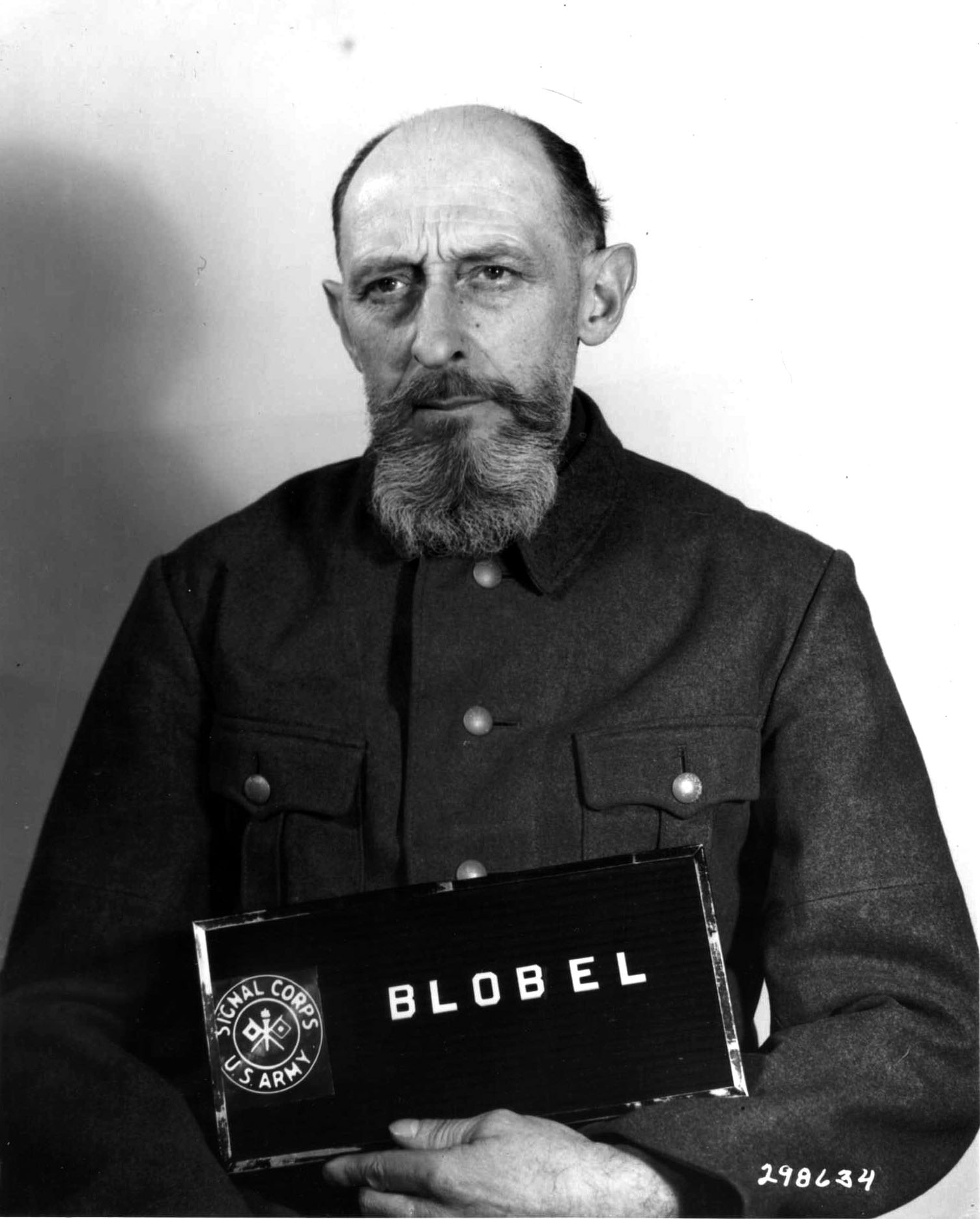
파울 블로벨

파울 블로벨 (Paul Blobel, 1894년 8월 13일 ~ 1951년 6월 8일) 은 친위대 대령 (SS-Standartenführer) 이자 보안대 (Sicherheitsdienst)의 구성원이다.
블로벨은 포츠담에서 태어나, 제1차 세계 대전에 참전하여 1급 철십자장과 2급 철십자장을 받았다. 전후에는 건축을 공부하고, 1924년부터 1931년까지 건축일에 종사하였으나, 일자리를 잃은 뒤 나치당과 친위대 (SS, Schutzstaffel) 에 들어갔다.
독일의 소비에트 연방 침공 동안 그는, 우크라이나에서 특수임무부대C (Einsatzgruppen C)의 특공대 4a (Sonderkommando 4a)의 활동을 통솔하였다. 특공대는 우크라이나에서 독일 국방군의 무리를 따라 정치적, 인종적으로 바람직하지 않다고 간주된 사람들을 총살하였고, 블로벨은 주로 바비 야르 (Babi Yar) 와 키예프 (Kiev)에서 대량 학살을 담당하였다.
1942년 1월 13일, 알코올 의존증으로 인한 건강상의 이유로 이 직책에서 해고되었고, 1942년 6월부터는 1005 작전 (Aktion 1005)이라는 동유럽에 있는 나치의 모든 잔학 행위의 흔적을 없애는 임무를 담당하였다. 이 임무는 대규모의 무덤을 발굴해 시체를 태우는 일이었다.
전후, 뉘른베르크 부속 재판의 특수작전집단 재판 (Einsatzgruppen Trial)에서 사형 판결을 받았으며, 1951년 란츠베르크 형무소 (Landsberg Prison)에서 교수형으로 생을 마감하였다.